# Кимбра
Кимбра Ли Џонсон (енгл. Kimbra Lee Johnson; Хамилтон, 27. март 1990), позната мононимно као Кимбра, новозеландска је певачица.
Дана 29. август 2011. године издала је дебитански албум Vows који је достигао на топ 5 листи у Нови Зеланду и у Аустралији, а у Северној Америци је објављен 22. маја 2012. године који је достигао на Билборд листи 14. место. 2011. године, Кимбра је са Готјем снимила песму Somebody That I Used To Know, која данас на друштвеној мрежи Јутуб има више од милијарду прегледа.
У фебруару 2013. она и Готје су победили на 55-тој Греми награди за песму Somebody That I Used To Know за најбољи поп дует. Овај успех је њу направио трећом новозеландском певачицом која је освојила награду Греми у историји.

## Дискографија
Албуми
- (2011)

Синглови
- (2005)
- (2007)
- (2010)
- (2011)
- (дует са Марк Фостером и Еј-Траком) (2011)
- (2012)
- (2012)
- (2012)

Дуети
- (са групом As Tall as Lions)(2009)
- (са групом Миами Хорор) (2010)
- (са певачем Готјем) (2011)